# Шишкин, Юрий Васильевич
Ю́рий Васи́льевич Ши́шкин  (род. 24 августа 1963, Азов, Ростовская область) — советский и российский музыкант, один из лучших баянистов современности. Активно участвует в развитии баянного исполнительства в мире. Искусство Юрия Шишкина отличает высокое мастерство, создание масштабной образной партитуры произведения, владение музыкальной живописью и блестящая техника. Творческий портрет музыканта дополняет его страсть к музыке, поиск новых приёмов игры и средств выразительности, темперамент и артистизм. Заслуженный артист Российской Федерации (1999).

## Биография
Юрий Шишкин родился 24 августа 1963 года в городе Азове Ростовской области, в немузыкальной семье. Его мать — Шишкина Софья Андреевна — мастер женского платья, отец — Шишкин Василий Иванович — строгальщик на заводе Кузнечно-прессового оборудования. В роду музыкантов не было. По линии отца предки были донские казаки. Так, прапрадед Юрия за заслуги перед отечеством на военном поприще получил от царя 40 десятин земли. Мать — из Белоруссии, Гомельская область, Рогачёвский район, посёлок Станьково (Минская область). Первые навыки игры на баяне он получил у своего дяди — Шишкина Георгия Ивановича, баяниста-любителя, гитариста и певца.
Надо сказать, что в детстве Юра был далёк от мысли заниматься музыкой. Он хотел быть художником-анималистом, изучал повадки животных, наблюдал за ними, и свои впечатления отражал на бумаге. Мама же видела в нём музыканта. Она была человеком тонким, музыкальным — даже знала наизусть некоторые оперы — и хотела детей своих приобщить к искусству, поэтому отдала сына в музыкальную школу, а дочь Светлану — в балетную студию. После окончания Детской школы искусств в Азове (1970—1977, ныне ДШИ им. С. Прокофьева, в класс Лавриненко Н. И.) в возрасте 15-ти лет Юрий оказывается перед выбором — продолжить обучение по музыкальной стезе или же исполнить свою мечту, к которой он тайно готовился, — поступить в Ростовское художественное училище им. Грекова. У родителей же были иные мысли по поводу его учёбы. Однако, при всём тогдашним уклонении Юрия от занятий музыкой, он всё же сдал экзамены в Ростовское училище искусств (1978—1982, ныне Ростовский колледж искусств), и стал учеником в классе Н. И. Григоренко. Этот преподаватель научил его по-настоящему работать над музыкальным произведением, усердно заниматься — не по одному часу, как это происходило раньше, а по 8-10 часов каждый день. И уже через два года, в 1980, а затем в 1981 году, он стал победителем на внутриучилищном и зональном конкурсах, восхитив жюри совершенством своей игры.
Продолжая обучение в Ростовском государственном музыкально-педагогическом институте (1983—1989, ныне Ростовская государственная консерватория имени С. В. Рахманинова) в классе профессора В. А. Семёнова (Народный артист России, профессор РАМ им. Гнесиных, композитор), он одерживает победу на II Всесоюзном конкурсе баянистов и аккордеонистов в г. Ворошиловграде (1984) и конкурсе-отборе на международный конкурс в Клингенталь (Германия), проходившем в г. Тамбове (1987). Затем он поступил на ассистентуру-стажировку в Российской академии музыки имени Гнесиных (1990—1992) в классе профессора В. А. Семёнова.
Свой первый сольный концерт исполнил в 1982 г. в ДШМ им. Римского-Корсакова в Ростове-на-Дону. Начиная с 1988 года Шишкин начинает концертировать по городам СССР (Челябинск, Свердловск, Одесса, Ленинград, Москва). В 1989 г. с успехом проходит его первый концерт за границей (Голландия, Амстердам). Он выступает с концертами, лекциями и мастер-классами в крупнейших городах мира, играет во всех регионах России, принимает участие в международных фестивалях и конкурсах. Премьеры его новых программ ежегодно проходят в Голландии, Германии, России.

## Личная жизнь
С 1989 г. женат на Галине Петровне Шишкиной, преподавателе по классу домры и гитары в ДМШ им. Ипполитова-Иванова, а также в Ростовском колледже искусств, среди её учеников множество лауреатов всероссийских и международных конкурсов. С 2010 года Галина Петровна является Заслуженным деятелем Всероссийского музыкального общества.

В браке родились двое детей — сын Андрей и дочь Алла. Оба так же связаны с музыкой. Андрей закончил ДМШ им. Ипполитова-Иванова по классу фортепиано и гитары. Алла закончила ДМШ им. Ипполитова-Иванова по классу фортепиано (1997—2004 гг.), Ростовский колледж искусств в классе Евтодиева Т. В. (2004—2008 гг.), продолжает обучение в РГК им. Рахманинова на 4 курсе (2012 г.) в классе Бендицкого И. С, а затем, после его смерти, у О. Л. Оноприенко. Алла является победителем международных и всероссийских конкурсов пианистов.

## Характеристика творчества
Юрий Шишкин является на сегодняшний день одним из самых востребованных музыкантов, играет около 100 концертов в год. Впечатляет не только география его гастролей, куда входят страны и континенты, но и уровень исполнения его программ. Гастролировал более чем 30 странах, в том числе странах Западной и Восточной Европы, Центральной, Латинской Америки, США, Вьетнаме, Китае и др. Является организатором многих фестивалей, проводит мастер-классы, бесплатные концерты, а также принимает участие в международных творческих школах и в жюри конкурсов.

### Концерты
С именем Юрия Шишкина связано несколько уникальных концертов, особенных своей направленностью, местом действия, уровнем исполнения и репертуаром.

#### «Баян в отражении органа»
Этот концерт произошёл в Нидерландах, в церкви города Алкмар в 1995 году. Его инициатором выступила нидерландская сторона, которая устроила своеобразный концерт-состязание: «Баян против органа». В качестве соперника своему органисту вызвали Юрия Шишкина. Он часто выступал в Голландии и уже был тогда там известен. По словам Юрия Шишкина: «Это было не простое предложение. Соревноваться с органом практически невозможно. Орган — это стена звука, которая опускается на слушателя с огромной высоты.» Состязание проходило следующим образом: первым играл Шишкин, затем приглашал на сцену органиста, который играл то же самое произведение и вызывал Шишкина. Это давало сразу чёткое сравнительное представление об исполнителях и инструментах. Два отделения звучали произведения Баха, Мендельсона, Регера, транскрипции произведений Листа. Концерт передавался по телевидению, транслировался в интернете. Он назывался «Баян в отражении органа» (первоначально «Баян против органа»). Вердикт выносила публика — на выходе из зала каждый слушатель говорил своё мнение. Баянист и органист оказались достойными друг друга — победитель не был назван. Однако на утро в газетах появилось высказывание одного из зрителей: «Победил баян, потому что у него есть то, чего нет у органа. У баяна есть душа».

#### «Концерт-соревнование»
25 октября 2009 года в Ханты-Мансийске произошёл новый концерт-соревнование. Всё проходило примерно по сценарию концерта в Алкмаре. Только инструменты уже шли по пути скорее слияния, чем конкуренции. К примеру, несколько пьес прозвучали в дуэте. Это были фрагменты сюиты «Картинки с выставки» Мусоргского и финал Концерта ля-минор Вивальди-Баха. Дуэты стали одними из самых ярких номеров концерта. Владислав Муртазин — прекрасный органист, очень опытный и яркий исполнитель, много концертирующий в России и за рубежом. Он виртуозно исполнил Токкату и фугу ре-минор, Органную хоральную прелюдию фа-минор И. С. Баха. И всё же 70 процентов публики отдали свой голос баяну. По мнению слушателей «баян звучал более контрастно, более эмоционально и темпераментно. Игра Юрия Шишкина несла в себе больше информации, чем игра Муртазина». Юрий Шишкин исполнил соло произведения Родриго, Чайковского, Римского-Корсакова, Прокофьева, Семёнова.

## Репертуар
Его репертуар включает произведения русской и зарубежной классической музыки: С. Прокофьева, Д. Шостаковича, А. Шнитке, А. Хачатуряна, И. Стравинского, Н. Римского-Корсакова, П. Чайковского, М. Мусоргского, И. Хандошкина, И. Брамса, Ф. Мендельсона, Ф. Листа, С. Франка, К. Сен-Санса, Ж. Бизе, Х. Родриго, И. Штрауса, Й. Хельмесбергера-младшего, Э. Лекуоны,
А. Копланда, Дж. Гершвина, а также оригинальные сочинения А. Кусякова, В. Семёнова, Г. Гонтаренко, В. Подгорного. Из произведений с симфоническим и камерным оркестрами — музыка К. М. фон Вебера, Дж. Гершвина, А. Пьяццоллы, С. Губайдулиной.
Большей частью это его собственные транскрипции произведений, а также переложения В. Семёнова и Ю. Леденёва.

## Дискография
Записал 8 сольных компакт-дисков и один совместно с ансамблем «Скоморохи» (Санкт-Петербург). Ведётся работа над новым сольным проектом.

### CD «Romantic bajan» («Романтический баян»)
1. И.Брамс: «Венгерский танец № 6»
2. М.Мошковский: «Испанский каприс»
3. М.Мошковский: «Искорки»
4. К. М. фон Вебер: «Концерштюк»
5. Ф.Мендельсон: 2 песни без слов: «Весенняя песня» и «Прялка»
6. Я.Сибелиус: «Грустный вальс»
7. А.Грюнфельд: «Венские вечера», концертный парафраз на темы вальсов И. Штрауса

Запись: сентябрь 1993, Дом звукозаписи на ул. Качалова, Москва

### CD «Towards the sun» («Навстречу солнцу»)
1. С.Прокофьев: Марш и скерцо из оперы «Любовь к трём апельсинам»
2. А.Кусяков: Сюита «Весенние картины»
3. А.Кусяков: Партита
4. В.Агуненко: Колыбельная
5. В.Гаврилин: 7 пьес из вокального цикла «Вечерок»
6. А.Шнитке: «Детство Чичикова», «Чиновники», «Вальс», «Полька» из сюиты «Ревизская сказка»

Запись: март 2002, студия Засель, Гамбург

### CD «Images of the passing time»(«Лики уходящего времени»)
1. А.Кусяков: Сюита «Лики уходящего времени»
2. В.Черников: Ноктюрн
3. У.Ютила: Сюита «Пять детских снов»
4. А.Мацанов: Пчёлка

Запись: февраль 2005, студия Засель, Гамбург

### CD «Favourites» («Фавориты»)
1. Ж.Бизе-В.Горовиц: «Кармен-вариации»
2. Ф.Лист: «Блуждающие огни»
3. К.Сен-Санс-Ф.Лист-В.Горовиц: «Пляска смерти»
4. Ф.Шуберт-Ф.Лист: «Венские вечера»-Вальс-каприс № 6; Вальс-каприс № 7
5. Х.Родриго: Adagio из Аранхуэсского концерта
6. Э.Григ: «Ручеёк»
7. Ф.Лист-В.Горовиц: Ракоцы-марш

Запись: февраль 2007, студия Засель, Гамбург

### CD (без названия)
1. М.Мусоргский: «Картинки с выставки»
2. А.Кусяков: Соната № 6 «Витражи и клети собора Апостола Павла в Мюнстере»

Запись: февраль 2008, студия Засель, Гамбург

### CD «Shishkin plays Semionov» («Шишкин играет Семёнова»)
1. В. Семёнов: Донская рапсодия № 2
2. В. Семёнов: «Калина красная»
3. В. Семёнов: «Старая эстонская легенда»
4. В. Семёнов: 2 Пьесы на белорусские темы
5. В. Семёнов: Украинская думка
6. В. Семёнов: «Белолица-круглолица»
7. В. Семёнов: Детская сюита № 2
8. В. Семёнов: Соната № 1

Запись: февраль 2009, студия Засель, Гамбург

### CD «Libretto» («Либретто»)
1. Н.Римский-Корсаков: Шествие князей из оперы-балета «Млада»
2. С.Рахманинов: Баркарола
3. М.Мусоргский: Скерцо «Детские игры — уголки»
4. И.Хандошкин: Рондо «Охота» из Концерта для альта с оркестром
5. М.Мусоргский-И. Худолей: «Царь Борис» из сюиты «Борис Годунов»
6. М.Мусоргский: Песня Варлаама из оперы «Борис Годунов»
7. П.Чайковский: Романс фа-минор
8. П.Чайковский: Песня без слов
9. С.Прокофьев: «Наваждение»
10. С.Прокофьев: «Вальс Золушки»
11. И.Стравинский-Д.Перголези: Фрагменты из сюиты «Пульчинелла»

Запись: февраль, май 2010, студия Засель, Гамбург

### СD «Скоморохи» — музыка XX столетия"
А.Пьяцолла: «Аконкагуа». Концерт для бандонеона, струнного оркестра и ударных в трёх частях. (Переложение для народного оркестра В. Акуловича)

Записан совместно с ансамблем «Скоморохи», Санкт-Петербург

### CD «Applications» («Аппликации»)
1. Г. Гонтаренко: «Старочеркасские картинки»
2. В. Семёнов: Вальс-каприс
3. О. Горчаков: 8 аппликаций из истории джаза
4. А. Копланд: Сцена из балета «Родео»
5. Дж. Гершвин: Рапсодия в стиле блюз

Запись: январь 2013, студия Засель, Гамбург

## Награды и звания
- Удостоен звания почётного профессора:
- Шанхайская консерватория (2005 г., Шанхай, Китай)[58]
- Цицикарский университет[англ.](2005 г., Цицикар, Китай)[источник не указан 622 дня]

### Государственные награды Российской Федерации
- Орден Дружбы (17 августа 2023 года) — за большой вклад в развитие отечественной культуры и искусства, многолетнюю плодотворную творческую деятельность[59]
- Медаль ордена «За заслуги перед Отечеством» II степени (29 июня 2013 года) — за большие заслуги в развитии отечественной культуры и искусства, многолетнюю плодотворную деятельность[60]
- Заслуженный артист Российской Федерации (17 июня 1999 года) — за заслуги в области искусства[61]

## Инструмент
Юрий Шишкин сотрудничает с фирмой «Юпитер» более 30 лет. Приблизительно каждые пять лет специально для него изготавливается уникальный по строению, а также по спектру динамических и тембровых красок инструмент.

## Факты
- Победитель международных конкурсах в Клингентале, Канзас-сити. Первый[63] из России — победитель «Citta di Castelfidardo». В конкурсе принемало участие около 1000 человек из нескольких десяток стран мира.
- Ростовский композитор Анатолий Кусяков посвятил Юрию Шишкину следующие произведения: «Пятая соната», «Концерт для баяна с оркестром, струнными, клавишными и ударными инструментами», «Весенние картины», «Лики уходящего времени».[64].